# Michele Mercati

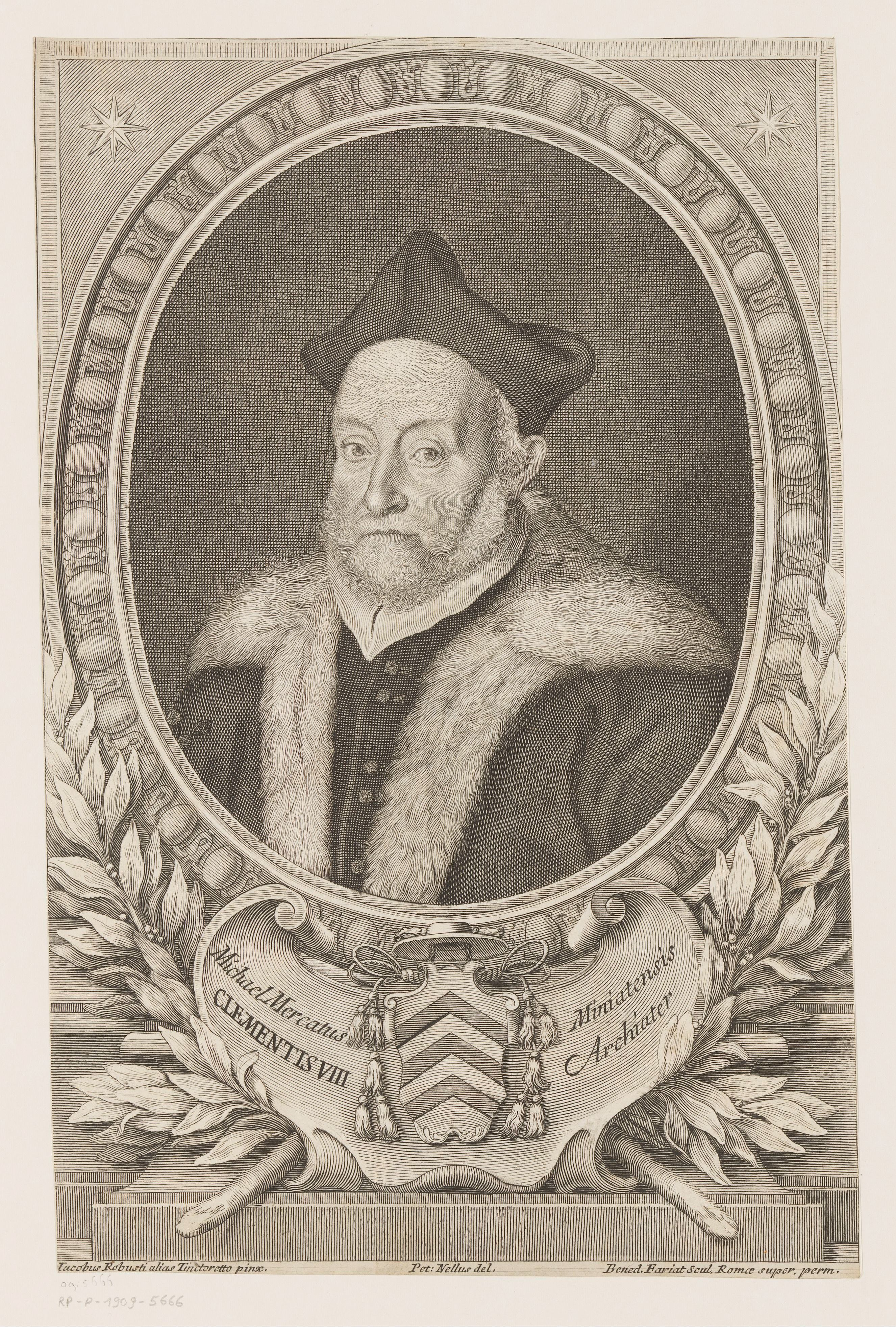
Michele Mercati in einem Stich von Pietro Nelli nach einer Vorlage von Tintoretto

Michele Mercati (* 6. April 1541 in San Miniato; † 25. Juni 1593 in Rom) war ein italienischer Universalgelehrter.
Ausgebildet wurde der Sohn eines Arztes an der Universität von Pisa. Sein gleichnamiger Großvater gehörte zum Florentiner Humanistenkreis um Marsilio Ficino. Wichtigster Lehrer wurde Andreas Caesalpinus. Mercati studierte Medizin und Philosophie. Er interessierte sich außerdem für Naturgeschichte, Mineralogie, Paläontologie und Botanik. Während der Regentschaft der Päpste Pius V., Gregor XIII., Sixtus V. und Clemens VIII. war er, nun Apostolischer Protonotar, als Präfekt für die päpstlichen Gärten verantwortlich. Aus dem bis dahin bestehenden Garten von Arzneipflanzen schuf er während der Regierungszeit von Pius V. den Botanischen Garten des Vatikans. Er verfasste ein Buch, das Museum der Steine, Metallotheca Vaticana, über seine Interessensgebiete, das jedoch erst 1717 veröffentlicht wurde. Die Illustrationen dafür steuerte der von ihm geförderte paderbornischer Kupferstecher Antonius Eisenhoit bei, bei dem er 130 Stiche in Auftrag gab. Hier beschrieb er die Vatikanische Sammlung von „Kunst und Wunderdingen“.

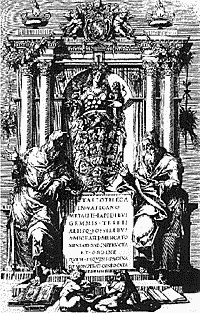
Titelblatt der Metallotheca, Kupferstich von Antonius Eisenhoit, um 1578–1582, Bibliotheca Apostolica Vaticana

Mercati sammelte, oftmals als Reisebegleiter des Kardinals Ippolito Aldobrandini (dem späteren Papst Clemens VIII.), prähistorische Steinwerkzeuge, Fossilien und Mineralien. Als erster Wissenschaftler erkannte er, nicht zuletzt aufgrund seiner klassischen Bildung, seinem Zugang zur Vatikanischen Bibliothek und der Vatikanischen Sammlung von Artefakten aus Asien und Afrika, Steinwerkzeuge als solche. Er beschrieb als Erster Feuersteinpfeilspitzen, Steinäxte und Steinklingen. Seine Sammlung galt als größte und bedeutendste ihrer Art, ging aber nach seinem Tode unter und ist nur noch über den Katalog erschließbar. Der britische Archäologe David Leonard Clarke stellte ihn in der Bedeutung für die Archäologie auf eine Stufe mit Gerolamo Cardano für die Mathematik, Andreas Vesalius für Anatomie, Galileo Galilei für Physik und Nikolaus Kopernikus für die Astronomie. Mercati berichtete über antike Statuen und ihre Fundumstände und initiierte die Wiederaufstellung des Lateran-Obelisken.

## Werke (Auswahl)
- Michaelis Mercati Samminiatensis Metallotheca opus posthumum … opera autem, & studio Ioannis Mariae Lancisii . Rom 1717 (Beispielseiten)
- Appendix ad Metallothecam Vaticanam Michaelis Mercati. Rom 1719 (Titelblatt)[2]
- Michaelis Mercati Samminiatensis Metallotheca opus posthumum … Cui accessit Appendix. Rom 1719 (online) bei HathiTrust.
- De gli obelischi di Roma. Di monsig. Michele Mercati protonot. apostolico. In Roma : appresso Domenico Basa, 1589.(Digitalisat)[3]
- Instruttione sopra la peste, di M. Michele Mercati medico e filosofo nella quale si contengono i piu eletti & approuati rimedij, con molti nuoui e potenti secreti cosi da preseruarsi come da curarsi. Aggiunteui tre altre instruttioni sopra i veleni occultamente ministrati podagra & paralisi ...  .In Roma : appresso Vincentio Accolto. 1576[4]